# Bo (Sierra Leone)
 For alternative betydninger, se Bo. (Se også artikler, som begynder med Bo)
Bo er den næststørste by i Sierra Leone, beliggende i landets sydlige del, hvor den er hovedstad for et distrikt der også har navnet Bo. Byen har et indbyggertal på cirka 269.000 og er, som så mange andre byer i Sierra Leone, præget af landets voldsomme borgerkrig.